# Garaguso
Garaguso är en ort och kommun i provinsen Matera i regionen Basilicata i Italien. Kommunen hade 1 038 invånare (2017).